# Lepidium villarsii
Lepidium villarsii là một loài thực vật có hoa trong họ Cải. Loài này được Gren. & Godr. mô tả khoa học đầu tiên năm 1847.